# Eudistylia
Eudistylia è un genere di anellidi policheti canalipalpati della famiglia Sabellidae.

## Specie
- Eudistylia polymorpha
- Eudistylia tenella
- Eudistylia vancouveri